# Commission des six
La commission des six est un organisme de la juridiction criminelle extraordinaire créé par Convention le 13 mars 1793, pour saisir le tribunal révolutionnaire.

## Compétence, composition et fonction
Les assemblées révolutionnaires ont créé de nombreuses commissions dites "des six", des sortes de groupes de travail transversaux, communs à plusieurs comités (permanents), pour concilier les points de vue ou gérer des questions ponctuelles. l'effectif pair de ces commissions contribuait à faire qu'aucun point de vue n'y soit d'emblée majoritaire. La commission "des six" dont il s'agit ici, composée de Garat, La Révellière-Lépeaux, Rabaut-Saint-Etienne, Delaunay, Gomaire et Bréard, puis Prieur au désistement de Bréard, a pour prérogatives de faire arrêter et poursuivre sur dénonciation des autorités ou des citoyens, puis de saisir le tribunal criminel extraordinaire afin de juger les suspects.

## Histoire
Dans les jours qui suivent le vote de la loi créant le tribunal révolutionnaire, les girondins, notamment leurs soutiens en province, protestent et demandent l'abolition de ce tribunal de sang. Incapables de s'opposer à l'institution de ce tribunal, les députés girondins réussissent à faire voter la création d'une commission des six, seul organisme habilité à saisir le nouveau tribunal.
Tous ses membres sont sympathisants de la Gironde, sauf Prieur qui est montagnard.
Le 2 avril 1793, tandis qu'ils viennent prêter serment à la barre de la Convention, les membres du tribunal adressent des critiques à la commission qui les laisse dans l'inaction. Marat profite de cette intervention pour proposer l'abolition pure et simple de cette commission sur laquelle la Montagne n'a aucune prise, ce qui est fait immédiatement.
Toutes les prérogatives de la commission reviennent à l'accusateur public, qui est alors Fouquier-Tinville.